# Gáthy Zoltán
Gáthy Zoltán (Lipótvár, 1894. augusztus 3. – Budapest, 1972. február 12.) aranyokleveles magyar építészmérnök, Dorog arculatának egyik legfőbb kialakítója.

## Életpályája
Az első világháborúból való hazatérése után, 1919-ben szerzett mérnöki oklevelet a budapesti József Nádor József Nádor Műegyetemen. 1923-ban költözött Dorogra, 1941-ig vezette a Salgótarjáni Kőszénbánya Rt. dorogi építési osztályát. Számos dorogi középület, munkáslakás és villa tervezője, mértéktartóan impozáns klasszicizáló épületei ma is meghatározzák a városképet, több, mint 200 munkája található meg a város környékén.
Fia, a rubinokleveles gépészmérnök Gáthy Barnabás 1926-ban született Dorogon. Az Esztergom-vidéki Régészeti és Történelmi Társulat tagjaként részt vett az esztergomi Várhegy ásatásaiban és a királyi palota feltárásában. 1941-ben visszaköltözött Budapestre, a második világháborúban elvesztette nagyobbik fiát, és családjának épülő Gellért-hegyi villája is elpusztult. A háború után főleg ipari épületeket tervezett.

## Művei

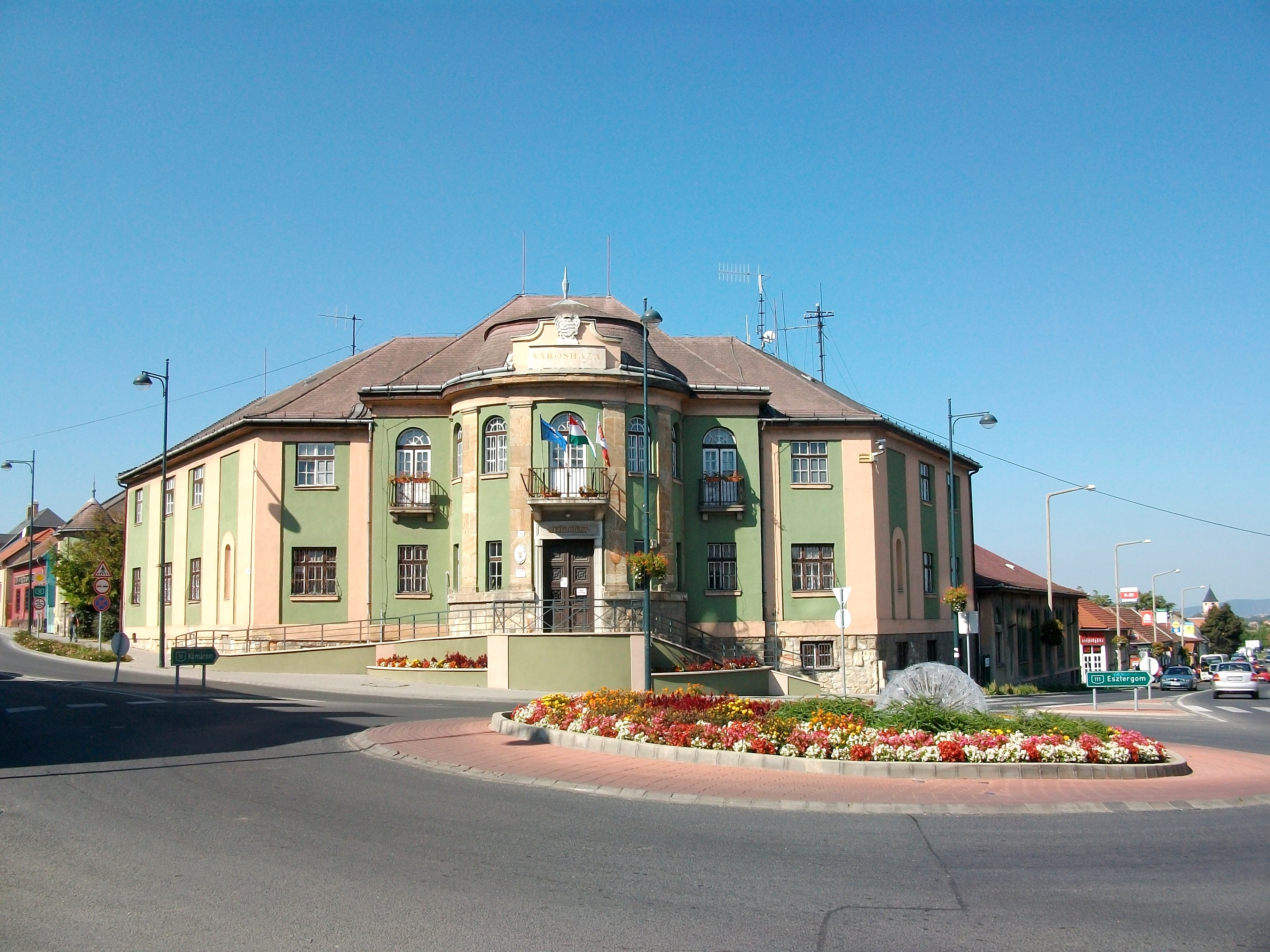
A dorogi városháza

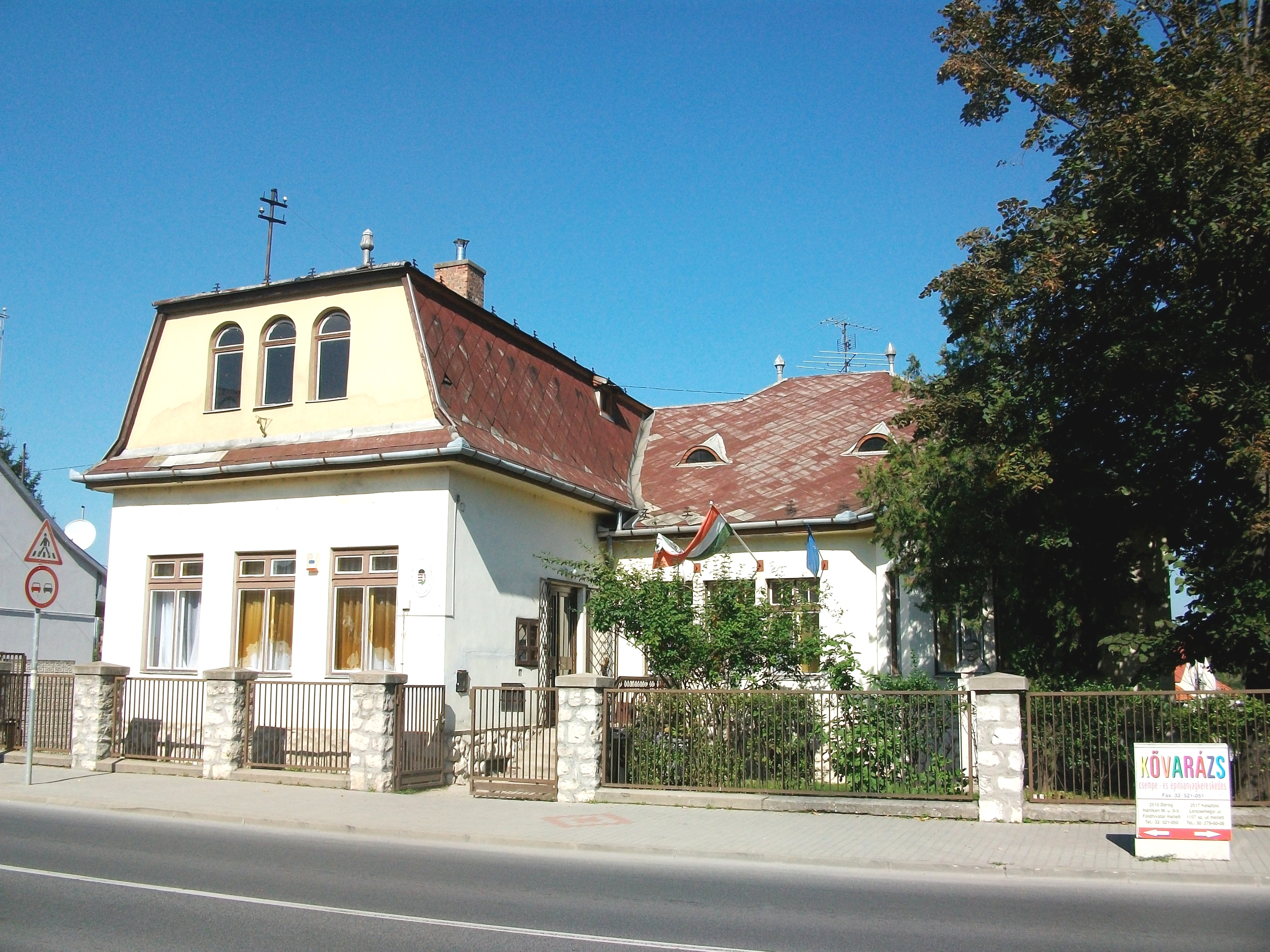
Erkel Ferenc Zeneiskola

- Bányakaszinó (ma Gáthy Zoltán Városi Könyvtár ), 1924, Dorog
- Zenepavilon, 1924, Dorog
- Sporttelep, Dorog, 1923-1925
- Sportuszoda, 1923, Dorog
- Bányaigazgatói lak (helyén ma Scmidt Sándor Agora), Dorog
- Schmidt-villa, 1925, Dorog
- I. világháborús emlékmű, 1927, Dorog
- Városháza, 1927, Dorog
- Gyógyszertár (2023-ig Erkel Ferenc Zeneiskola), Dorog
- Szent Borbála bányásztemplom, 1927, Dorog
- Dorog és Vidéke Ipartestület székháza, 1927, Dorog
- Kálváriakápolna, 1929 (1981-ben felrobbantották), Dorog
- Dózsa György Általános Iskola, 1929, Dorog
- Közösségi ház, 1930, Dorog
- Szénoltár, 1938 (1956-ban elpusztult), Dorog
- Petőfi Sándor Óvoda, Dorog
- A XII-es aknai bányászlakótelep épületei, 1938, Csolnok
- Hétszínvirág Óvoda, 1939, Dorog
- Legényegylet épülete, Esztergom
- Kálváriastációk, Péliföldszentkereszt

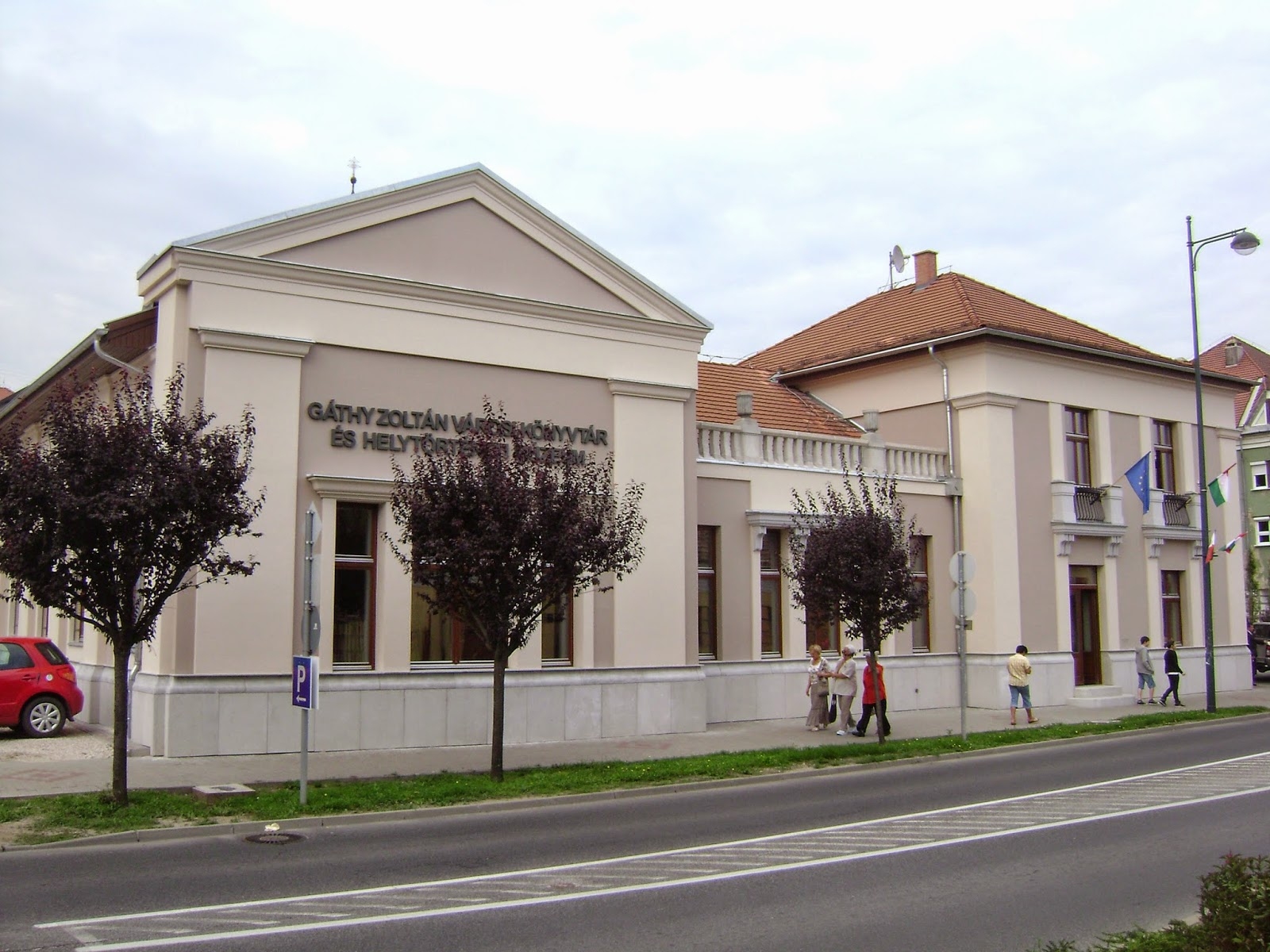
Gáthy Zoltán Városi Könyvtár és Helytörténeti Múzeum, Dorog

- DCM cementgyár, Vác
- Mosonmagyaróvári timföldgyár

## Emlékezete
Dorogon utcát neveztek el róla.
2014. szeptember 6. óta Gáthy Zoltán nevét viseli Dorogon a Városi Könyvtár és Helytörténeti Múzeum.

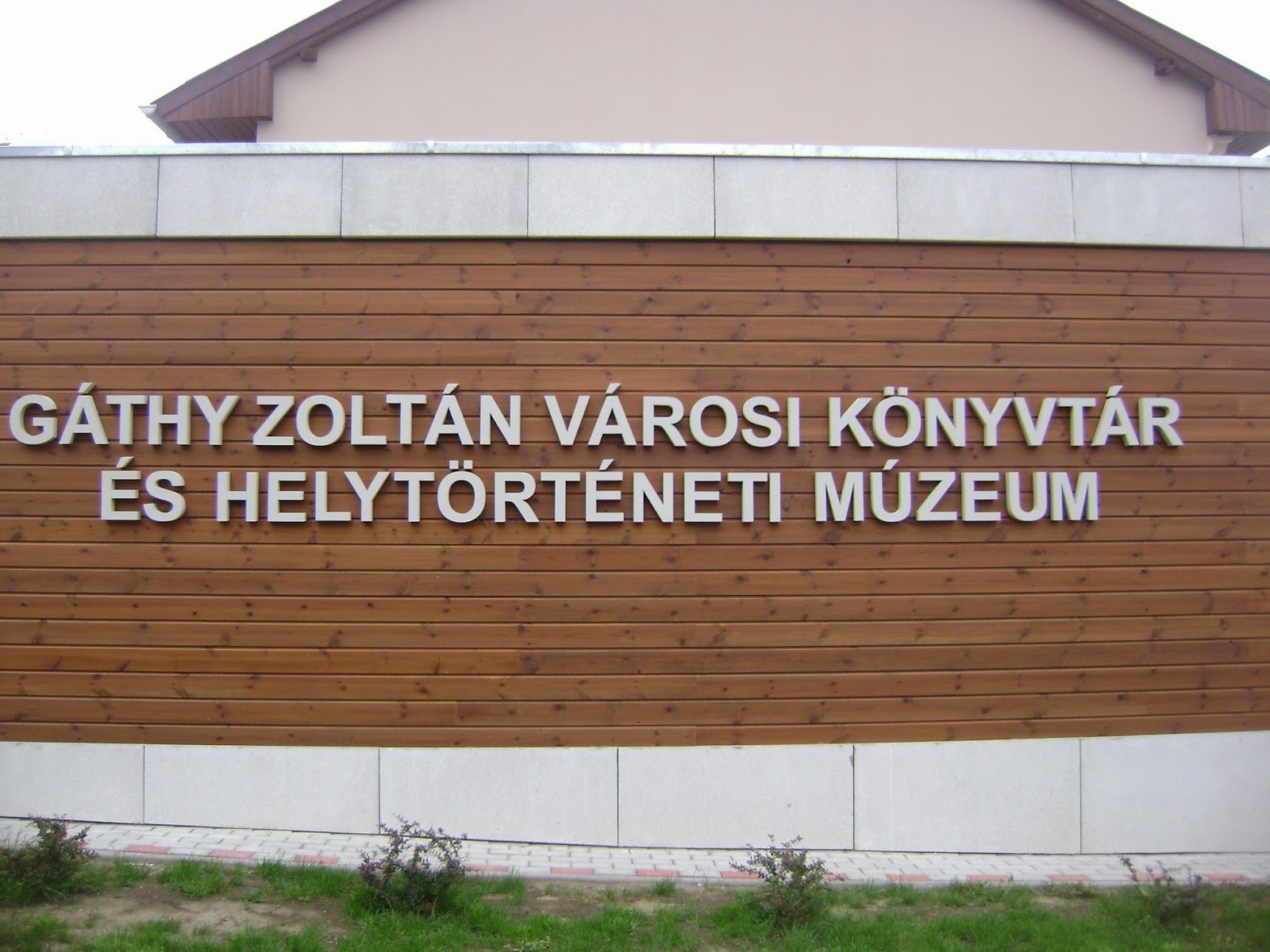
A könyvtár felirata